# Grand Prix Stanów Zjednoczonych 1959
Grand Prix Stanów Zjednoczonych 1959 (oryg. United States Grand Prix) – 9. (ostatnia) runda Mistrzostw Świata Formuły 1 w sezonie 1959, która odbyła się 12 grudnia 1959 po raz 1. na torze Sebring International Raceway.
Było to 1. Grand Prix Stanów Zjednoczonych zaliczane do Mistrzostw Świata Formuły 1.

## Wyniki

### Kwalifikacje
Źródło: statsf1.com
| P  | Nr | Kierowca             | Konstruktor(-silnik)     | Opony | Czas   | Odstęp | Strata |
| -- | -- | -------------------- | ------------------------ | ----- | ------ | ------ | ------ |
| 1  | 7  | Stirling Moss        | Cooper-Climax            | D     | 3:00,0 | –      | –      |
| 2  | 8  | Jack Brabham         | Cooper-Climax            | D     | 3:03,0 | +3,0   | +3,0   |
| 3  | 19 | Harry Schell         | Cooper-Climax            | D     | 3:05,2 | +2,2   | +5,2   |
| 4  | 2  | Tony Brooks          | Ferrari                  | D     | 3:05,9 | +0,7   | +5,9   |
| 5  | 6  | Maurice Trintignant  | Cooper-Climax            | D     | 3:06,0 | +0,1   | +6,0   |
| 6  | 4  | Wolfgang von Trips   | Ferrari                  | D     | 3:06,2 | +0,2   | +6,2   |
| 7  | 3  | Cliff Allison        | Ferrari                  | D     | 3:06,9 | +0,7   | +6,9   |
| 8  | 5  | Phil Hill            | Ferrari                  | D     | 3:07,2 | +0,3   | +7,2   |
| 9  | 10 | Innes Ireland        | Lotus-Climax             | D     | 3:08,2 | +1,0   | +8,2   |
| 10 | 9  | Bruce McLaren        | Cooper-Climax            | D     | 3:08,6 | +0,4   | +8,6   |
| 11 | 12 | Roy Salvadori        | Cooper-Maserati          | D     | 3:12,0 | +3,4   | +12,0  |
| 12 | 11 | Alan Stacey          | Lotus-Climax             | D     | 3:13,8 | +1,8   | +13,8  |
| 13 | 18 | Bob Said             | Connaught-Alta           | D     | 3:27,3 | +13,5  | +27,3  |
| 14 | 14 | Alessandro de Tomaso | Cooper-OSCA              | D     | 3:28,0 | +0,7   | +28,0  |
| 15 | 16 | George Constantine   | Cooper-Climax            | D     | 3:30,6 | +2,6   | +30,6  |
| 16 | 17 | Harry Blanchard      | Porsche                  | C     | 3:32,7 | +2,1   | +32,7  |
| 17 | 15 | Fritz d’Orey         | Tec-Mec-Maserati         | D     | 3:33,4 | +0,7   | +33,4  |
| 18 | 22 | Phil Cade            | Maserati                 | D     | 3:39,0 | +5,6   | +39,0  |
| 19 | 1  | Rodger Ward          | Kurtis Kraft-Offenhauser | F     | 3:43,8 | +4,8   | +43,8  |
| P  | Nr | Kierowca             | Konstruktor(-silnik)     | Opony | Czas   | Odstęp | Strata |

### Wyścig
Źródła: statsf1.com
| P                                                     | + / –     | Nr | Kierowca             | Konstruktor              | Opony | Okr. | Czas / Strata | Komentarz       |
| ----------------------------------------------------- | --------- | -- | -------------------- | ------------------------ | ----- | ---- | ------------- | --------------- |
| 1                                                     | 9         | 9  | Bruce McLaren        | Cooper-Climax            | D     | 42   | 2:12:35,7     |                 |
| 2                                                     | 3         | 6  | Maurice Trintignant  | Cooper-Climax            | D     | 42   | +0,6          |                 |
| 3                                                     | 1         | 2  | Tony Brooks          | Ferrari                  | D     | 42   | +3:00,9       |                 |
| 4                                                     | 2         | 8  | Jack Brabham         | Cooper-Climax            | D     | 42   | +4:57,3       |                 |
| 5                                                     | 4         | 10 | Innes Ireland        | Lotus-Climax             | D     | 39   | +3 okr.       |                 |
| 6                                                     | Bez zmian | 4  | Wolfgang von Trips   | Ferrari                  | D     | 38   | +4 okr.       |                 |
| 7                                                     | 9         | 17 | Harry Blanchard      | Porsche                  | C     | 38   | +4 okr.       |                 |
| Niesklasyfikowani                                     |           |    |                      |                          |       |      |               |                 |
|                                                       |           | 12 | Roy Salvadori        | Cooper-Maserati          | D     | 23   | +19 okr.      | przekładnia     |
|                                                       |           | 3  | Cliff Allison        | Ferrari                  | D     | 23   | +19 okr.      | sprzęgło        |
|                                                       |           | 1  | Rodger Ward          | Kurtis Kraft-Offenhauser | F     | 20   | +22 okr.      | sprzęgło        |
|                                                       |           | 14 | Alessandro de Tomaso | Cooper-OSCA              | D     | 13   | +29 okr.      | hamulce         |
|                                                       |           | 5  | Phil Hill            | Ferrari                  | D     | 8    | +34 okr.      | sprzęgło        |
|                                                       |           | 15 | Fritz d’Orey         | Tec-Mec-Maserati         | D     | 6    | +36 okr.      | wyciek paliwa   |
|                                                       |           | 19 | Harry Schell         | Cooper-Climax            | D     | 5    | +37 okr.      | sprzęgło        |
|                                                       |           | 16 | George Constantine   | Cooper-Climax            | D     | 5    | +37 okr.      | przegrzanie     |
|                                                       |           | 7  | Stirling Moss        | Cooper-Climax            | D     | 5    | +37 okr.      | skrzynia biegów |
|                                                       |           | 11 | Alan Stacey          | Lotus-Climax             | D     | 2    | +40 okr.      | sprzęgło        |
|                                                       |           | 18 | Bob Said             | Connaught-Alta           | D     | 0    | +42 okr.      | wypadek         |
| Nie wystartowali / niedopuszczeni do ponownego startu |           |    |                      |                          |       |      |               |                 |
|                                                       |           | 22 | Phil Cade            | Maserati                 | D     | 0    |               | silnik          |
|                                                       |           | 21 | Ettore Chimeri       | Maserati                 | D     | 0    |               | nie przybył     |
| P                                                     | + / –     | Nr | Kierowca             | Konstruktor              | Opony | Okr. | Czas / Strata | Komentarz       |

### Najszybsze okrążenie
Źródło: statsf1.com
| Nr | Kierowca            | Konstruktor   | Czas   | Okr. |
| -- | ------------------- | ------------- | ------ | ---- |
| 6  | Maurice Trintignant | Cooper-Climax | 3:05,0 | 39   |

### Prowadzenie w wyścigu
Źródło: statsf1.com
| Nr                              | Kierowca      | Konstruktor   | Okrążenia | Suma |
| ------------------------------- | ------------- | ------------- | --------- | ---- |
| 8                               | Jack Brabham  | Cooper-Climax | 6-41      | 36   |
| 7                               | Stirling Moss | Cooper-Climax | 1-5       | 5    |
| 9                               | Bruce McLaren | Cooper-Climax | 42        | 1    |
| \| Wykres \| \| ------ \| \| \| |               |               |           |      |
| Wykres                          |               |               |           |      |
|                                 |               |               |           |      |

## Klasyfikacja po wyścigu
Pierwsza piątka otrzymywała punkty według klucza 8-6-4-3-2, 1 punkt przyznawany był dla kierowcy, który wykonał najszybsze okrążenie w wyścigu. Liczone było tylko 5 najlepszych wyścigów danego kierowcy. W nawiasach podano wszystkie zebrane punkty, nie uwzględniając zasady najlepszych wyścigów.
Uwzględniono tylko kierowców, którzy zdobyli jakiekolwiek punkty
| P  | +/− | Kierowca            | Starty | Punkty  | P1 | P2 | P3 | PP | NO | NS |
| -- | --- | ------------------- | ------ | ------- | -- | -- | -- | -- | -- | -- |
| 1  | 0   | Jack Brabham        | 8      | 31 (34) | 2  | 1  | 2  | 1  | 1  | 2  |
| 2  | +1  | Tony Brooks         | 8      | 27      | 2  | 1  | 1  | 2  | 1  | 3  |
| 3  | −1  | Stirling Moss       | 8      | 25,5    | 2  | 1  | –  | 4  | 4  | 5  |
| 4  | 0   | Phil Hill           | 7      | 20      | –  | 2  | 1  | –  | 1  | 2  |
| 5  | +1  | Maurice Trintignant | 8      | 19      | –  | 1  | 1  | –  | 1  | –  |
| 6  | +3  | Bruce McLaren       | 7      | 16,5    | 1  | –  | 1  | –  | 1  | 3  |
| 7  | −2  | Dan Gurney          | 4      | 13      | –  | 1  | 1  | –  | –  | 1  |
| 8  | −1  | Jo Bonnier          | 7      | 10      | 1  | –  | –  | 1  | –  | 4  |
| 9  | −1  | Masten Gregory      | 6      | 10      | –  | 1  | 1  | –  | –  | 3  |
| 10 | 0   | Rodger Ward         | 2      | 8       | 1  | –  | –  | –  | –  | 1  |
| 11 | 0   | Jim Rathmann        | 1      | 6       | –  | 1  | –  | –  | –  | –  |
| 12 | 0   | Johnny Thomson      | 1      | 5       | –  | –  | 1  | 1  | 1  | –  |
| 13 | 0   | Harry Schell        | 8      | 5       | –  | –  | –  | –  | –  | 3  |
| 14 | +1  | Innes Ireland       | 6      | 5       | –  | –  | –  | –  | –  | 4  |
| 15 | −1  | Olivier Gendebien   | 2      | 3       | –  | –  | –  | –  | –  | –  |
| 16 | 0   | Tony Bettenhausen   | 1      | 3       | –  | –  | –  | –  | –  | –  |
| 17 | 0   | Cliff Allison       | 5      | 2       | –  | –  | –  | –  | –  | 3  |
| 18 | 0   | Jean Behra          | 3      | 2       | –  | –  | –  | –  | –  | 2  |
| 19 | 0   | Paul Goldsmith      | 1      | 2       | –  | –  | –  | –  | –  | –  |
| P  | +/− | Kierowca            | Starty | Punkty  | P1 | P2 | P3 | PP | NO | NS |

### Konstruktorzy
Tylko jeden, najwyżej uplasowany kierowca danego konstruktora, zdobywał dla niego punkty. Również do klasyfikacji zaliczano 6 najlepszych wyników.
| P                 | +/− | Konstruktor              | Starty | Punkty  | P1 | P2 | P3 | PP | NO | NS |
| ----------------- | --- | ------------------------ | ------ | ------- | -- | -- | -- | -- | -- | -- |
| 1                 | 0   | Cooper-Climax            | 43     | 40 (53) | 5  | 3  | 5  | 5  | 5  | 17 |
| 2                 | 0   | Ferrari                  | 29     | 32 (38) | 2  | 4  | 3  | 2  | 2  | 10 |
| 3                 | 0   | BRM                      | 22     | 18      | 1  | 1  | –  | 1  | 2  | 10 |
| 4                 | 0   | Lotus-Climax             | 17     | 5       | –  | –  | –  | –  | –  | 12 |
| Niesklasyfikowani |     |                          |        |         |    |    |    |    |    |    |
|                   |     | Aston Martin             | 8      | 0       | –  | –  | –  | –  | –  | 4  |
|                   |     | Cooper-Maserati          | 11     | 0       | –  | –  | –  | –  | –  | 6  |
|                   |     | Porsche                  | 3      | 0       | –  | –  | –  | –  | –  | 1  |
|                   |     | Maserati                 | 5      | 0       | –  | –  | –  | –  | –  | 1  |
|                   |     | Cooper-Borgward          | 2      | 0       | –  | –  | –  | –  | –  | –  |
|                   |     | Cooper-OSCA              | 1      | 0       | –  | –  | –  | –  | –  | 1  |
|                   |     | Tec-Mec-Maserati         | 1      | 0       | –  | –  | –  | –  | –  | 1  |
|                   |     | Connaught-Alta           | 1      | 0       | –  | –  | –  | –  | –  | 1  |
|                   |     | JBW-Maserati             | 1      | 0       | –  | –  | –  | –  | –  | 1  |
|                   |     | Vanwall                  | 1      | 0       | –  | –  | –  | –  | –  | 1  |
|                   |     | Kurtis Kraft-Offenhauser | 1      | 0       | –  | –  | –  | –  | –  | 1  |
|                   |     | Fry-Climax               | 0      | 0       | –  | –  | –  | –  | –  | –  |
| P                 | +/− | Kierowca                 | Starty | Punkty  | P1 | P2 | P3 | PP | NO | NS |